# Grouches-Luchuel
Grouches-Luchuel is een gemeente in het Franse departement Somme (regio Hauts-de-France) en telt 472 inwoners (1999). De plaats maakt deel uit van het arrondissement Amiens.

## Geografie
De oppervlakte van Grouches-Luchuel bedraagt 9,0 km², de bevolkingsdichtheid is 52,4 inwoners per km².
De onderstaande kaart toont de ligging van Grouches-Luchuel met de belangrijkste infrastructuur en aangrenzende gemeenten.

## Demografie
Onderstaande figuur toont het verloop van het inwonertal (bron: INSEE-tellingen).